# 2932 Kempchinsky
2932 Kempchinsky eller 1980 TK4 är en asteroid i huvudbältet som upptäcktes den 9 oktober 1980 av den amerikanska astronomen Carolyn S. Shoemaker vid Palomar-observatoriet. Den är uppkallad efter upptäckarens svärdotter, Paula Kempchinsky.
Asteroiden har en diameter på ungefär 29 kilometer.